# Piet Van Bockstal
Piet Van Bockstal ( Deinze, 1963) is een Belgisch hoboïst.
Van Bockstal is laureaat van diverse nationale en internationale concours (Tenuto, Trompconcours) en werd in 1990 uitgeroepen tot jonge vertolker van het jaar door Jeugd en Muziek Vlaanderen. Sinds 1985 is hij eerste hobo-solo van het Koninklijk Filharmonisch Orkest van Vlaanderen. Hij is mede-oprichter van het Ictus Ensemble.
Hij volgde studies aan het Koninklijk Muziekconservatorium van Brussel bij Paul Dombrecht; verder privé-onderricht bij Hansjörg Schellenberger (Berliner Philharmoniker) en John Anderson (Philharmonia Orchestra).
Hij bracht zowat het ganse hoborepertorium op de planken zowel als solist (in meer dan 50 concerti voor hobo en orkest) als in kamermuziekverband met diverse partners zoals pianist Yutaka Oya, het blaaskwintet Arcane, het Lindsaykwartet en het Ardittkwartet. Hij heeft over de hele wereld gepeeld (Japan, China, Brazilië, Rusland, Canada en zowat heel Europa) en heeft een veertigtal cd-opnames gemaakt, waaronder een anthologie van de Belgische muziek voor hobo en kamerorkest en een recital-opname Joodse muziek voor hobo en piano.
Verscheidene componisten hebben werk aan hem opgedragen.
Zijn belangstelling gaat echter niet alleen naar het uitvoeren van muziek. Zo was hij in een recent verleden classical manager voor BMG-Ariola, concertmanager van het barokensemble Il Fondamento, programmator van diverse kamermuziekseries en radioprogramma’s, ondervoorzitter van de Jonge Filharmonie en stuwend lid van diverse advies- en bestuursraden.

## Discografie
- Ermanno Wolf-Ferrari Concerto pour hautbois, opus 15 (2006)
- Pavel Haas, Stefan Wolpe, Hans Gal Pièces pour hautbois (2005)
- Johann Baptist Vanhal Concerto pour bois - Concerto pour hautbois (2004)

- Gemeinsame Normdatei: 129960810
- International Standard Name Identifier: 0000 0000 5808 8288
- Library of Congress Control Number: no97062104
- MusicBrainz: 4c78fb15-638d-4aef-89ce-e4d614e678bb
- Virtual International Authority File: 50320966